# 周保中
周保中（1902年2月7日—1964年4月22日），原名奚李元，男，白族，出生于云南大理湾桥村，中華人民共和國政治和軍事人物。
周保中曾任中共满洲省委军委书记，中国国民救国军总参议、前方总指挥部参谋长、总参谋长，绥宁反日同盟军军事委员会主席，东北反日联合军第5军军长、东北抗日联军第5军军长，抗联第二路军总指挥，吉东省委书记，苏联远东方面军独立第88步兵旅旅长等职。第二次国共内战期间，任东北民主联军、东北军区副司令员兼吉林军区司令员。中华人民共和国成立后，任雲南省人民政府副主席、西南軍政委員會政法委員會主任兼民政部長、云南大学校长、西南政法学院院长等職。周保中是第一届、第二届全国人大代表、第一、二、三届全国政协常委、第一、二届国防委员会委员、国家民族事务委员会委员，中共第八届候补中央委员。

## 生平

### 早年生涯

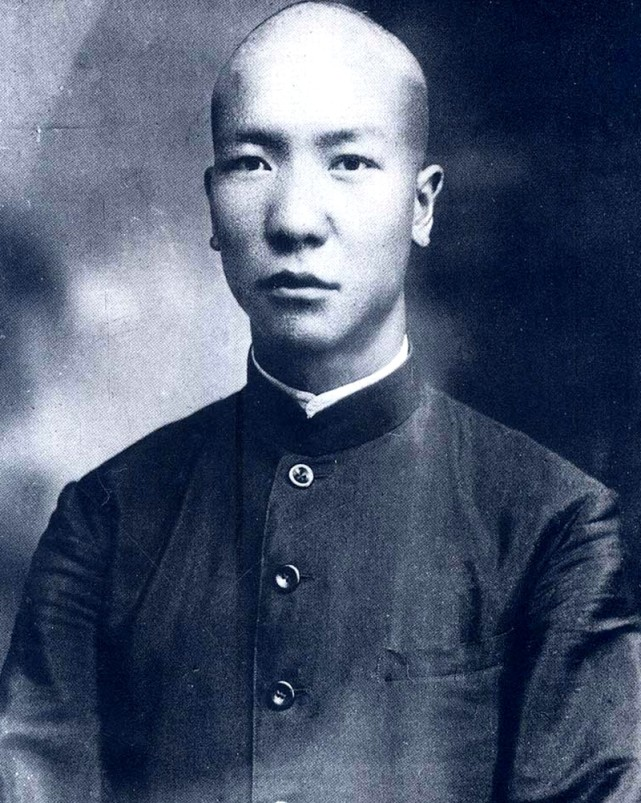
年轻时的周保中

1917年2月，年仅15岁的周保中从军，参加护法战争。1922年11月至1924年，他在云南讲武堂学习军事。1926年参加北伐。1927年3月，担任程潜国民革命军第六军五十六团副团长。于1927年7月在武汉加入了中国共产党。国共决裂后，他根据中共中央长江局的指示，留在国民革命军第六军做秘密工作。1927年12月，任六军十八师副师长，在湘、浙、豫等省从事兵运和联络工作。1928年底，周保中先后入苏联莫斯科东方大学特别班学军事，与叶剑英是同学。后转入国际列宁学院学政治。

### 抗日战争

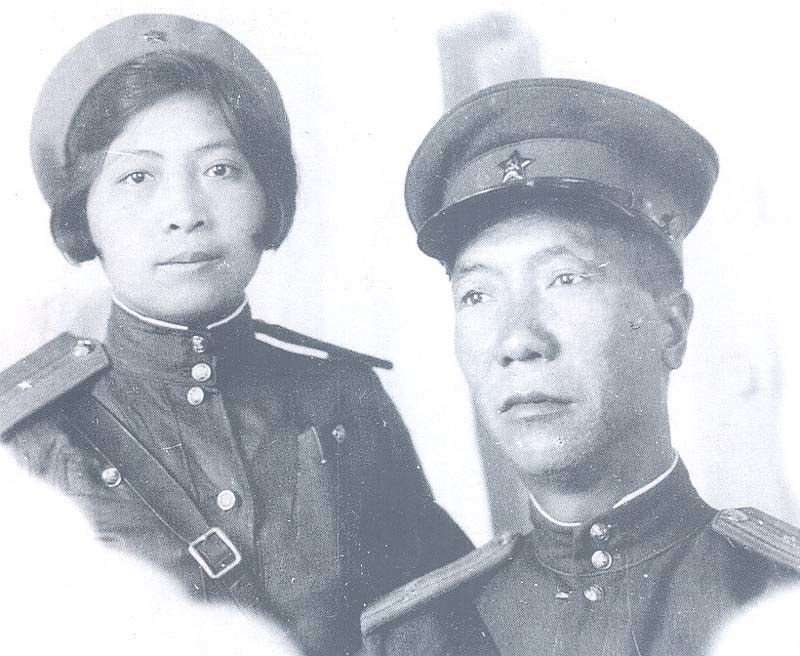
周保中和王一知（原名郭维轩）合照（1943年摄于伯力）。

1931年九一八事变后，周保中回国，赴东北参加抗联领导工作，任中共满洲省委委员、军委书记，1932年5月起先后任中国国民救国军总参议、前方总指挥部参谋长、总参谋长，指挥两次攻克安图县城、三打宁安等战斗。1934年2月领导组建绥宁反日同盟军，任军事委员会主席，率部在宁安地区开展游击活动。1935年后，历任东北反日联合军第5军军长、东北抗日联军第5军军长，领导创建绥宁抗日游击根据地，指挥大盘道、前刁翎、依兰城等战斗。1937年11月起，出任抗联第二路军总指挥，吉东省委书记。1940年率队撤入苏联整训，抗联全体整编为教导旅，即苏联红军远东方面军步兵88旅，被苏联方面授予中校军衔，任旅长。1945年8月率部配合苏联红军进军东北和接应八路军、新四军调赴东北的部队，曾获苏联授予的红旗勋章。

### 第二次国共内战期间

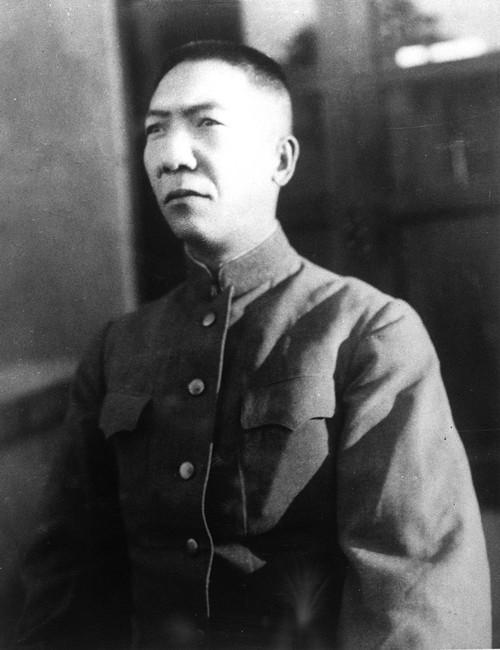
摄于1946年

1945年9月8日15时，从苏联飞抵长春。1945年9月任东北人民自卫军司令。把抗联干部分配到50多个市、县，开展中共组织建设、接应八路军新四军开辟根据地的工作。此后，周保中历任东北民主联军副总司令兼东满军区司令员、吉合地区行政委员会主任委员、吉林省政府主席、东北军区副司令员兼吉林军区司令员。1946年4月，周保中指挥民主联军部队第一次占领长春。在国共内战中，周保中率部与中華民國國軍进行了800多次战斗，歼敌4万余名。1948年10月，在争取滇军六十军起义中，为第二次占领长春发挥了重要作用。1949年9月8日，周保中到北京，9月21日出席中国人民政治协商会议第一届全体会议，参加开国大典。即将去云南赴任之际，因心脏病住进了北京医院，刘少奇和周恩来曾来院探视，嘱咐好好养病不要急于上任。1949年11月周保中去云南。

### 中华人民共和国成立后

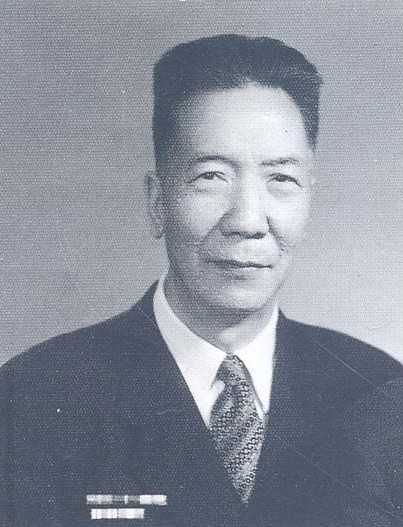
1961年的周保中

1950年2月，任雲南省人民政府副主席、西南軍政委員會政法委員會主任兼民政部長。1951年10月至1957年5月，兼任云南大学校长；1953年8月至1954年10月，兼任西南政法学院院长。1954年由于严重的心衰，又加上胆结石复发，已经无法承担繁重工作，中央决定周保中从1954年8月起在北京治病休养。此前，周恩来于1954年5月到北京医院看望周保中，叮嘱他安心养病，建议他康复后“要抢救和整理东北抗日联军文史资料”“写一写抗日联军的历史”。在医院和家中，经常接待来访，有的是党史和新闻工作者采访抗联历史事迹，有的是一些抗联老同志来信来访要求证明历史问题。周保中耐性热心、认真负责接待回答。
1955年被授予一級八一勳章、一級獨立自由勳章和一級解放勳章。
1957年冬，中央决定把杨靖宇烈士的遗体和遗首在吉林省通化市合葬，周保中被聘为安葬委员会委员，负责修改校补《杨靖宇将军生平事迹》一文，除根据资料与可靠记忆仔细订正外，还送杨一辰、冯仲云、李范五等广泛征求意见。
1958年2月，出席通化市的杨靖宇烈士陵园揭幕仪式暨杨靖宇殉国十八周年公祭大会，和冯仲云等一起为杨靖宇盖棺封墓。
1964年初病重到只能卧床休息，仍解决两名历史问题未得到解决的两位抗联人员的来访。1964年2月21日心脏病再次发作送医抢救，2月22日上午8时30分周保中在北京医院病逝，终年62岁。

## 著作
从1954年下半年开始，周保中开始整理和写作东北抗日联军历史，先后回忆、撰写了：

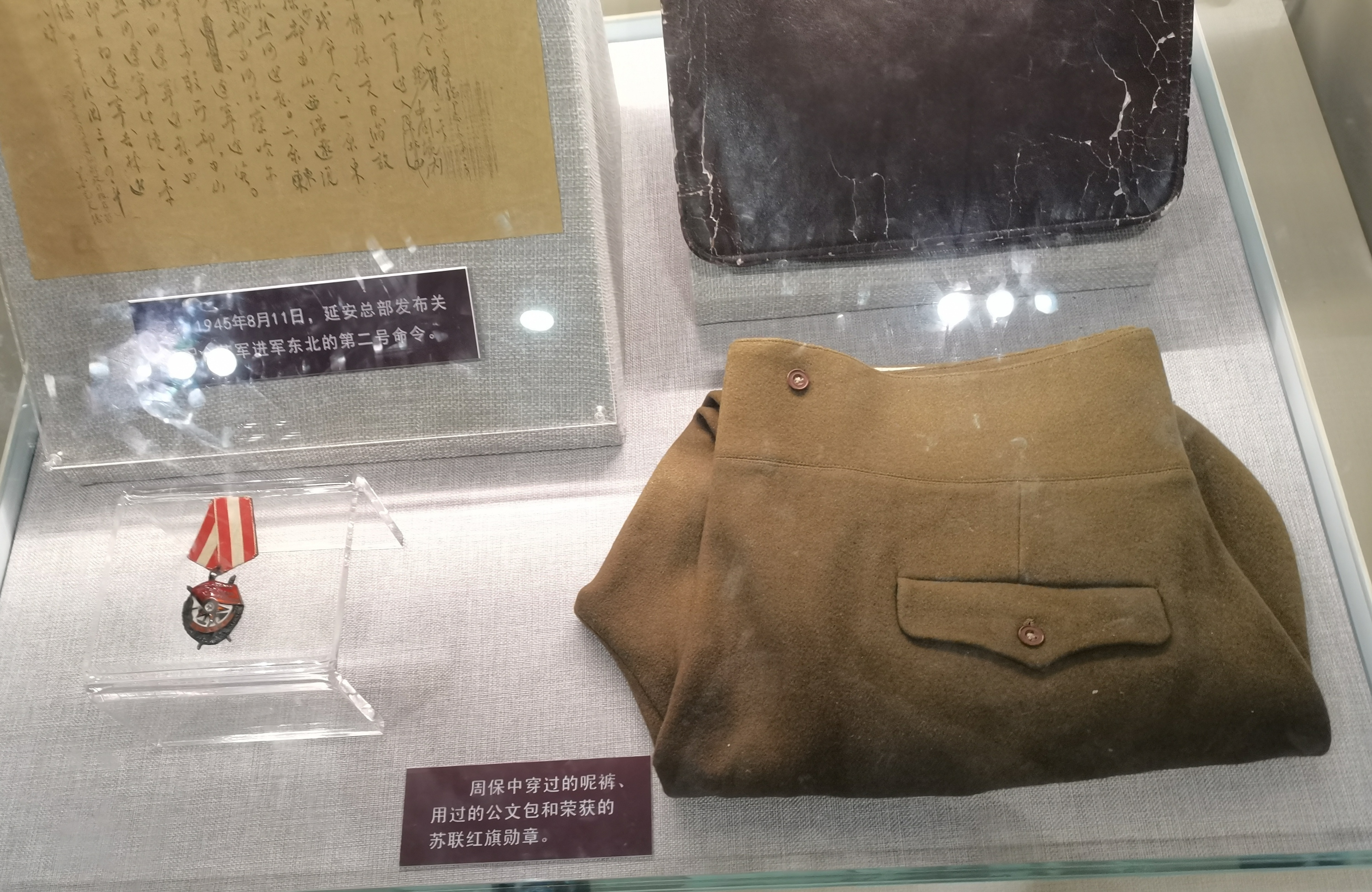
周保中使用过的物品，辽沈战役纪念馆展出

- 周保中使用过的物品，辽沈战役纪念馆展出《东北的抗日游击运动和东北抗日联军》，发表于中宣部内刊《党史资料》1954年第9期
- 《东北人民抗日游击战争概况》，共10个部分，6万余字
- 《忆东北抗日游击战争》
- 周保中日记1936-1939及1940-1945，以《东北地区革命历史文件汇集 周保中简短日记》共计4卷 出版
- 还写了十余篇回忆东北抗联斗争历史和英烈事迹的文章，如《松江长虹-袁珍杀敌记》《松柏长青——纪念杨靖宇牺牲二十周年》《永不褪色的红旗——人民英雄车老四殉难纪实》《抗日小英雄姜墨林》等。

## 纪念
周保中逝世后，金日成立即發來唁電，表示深切哀悼，並指派朝鮮駐中國大使館工作人員到靈堂吊唁。

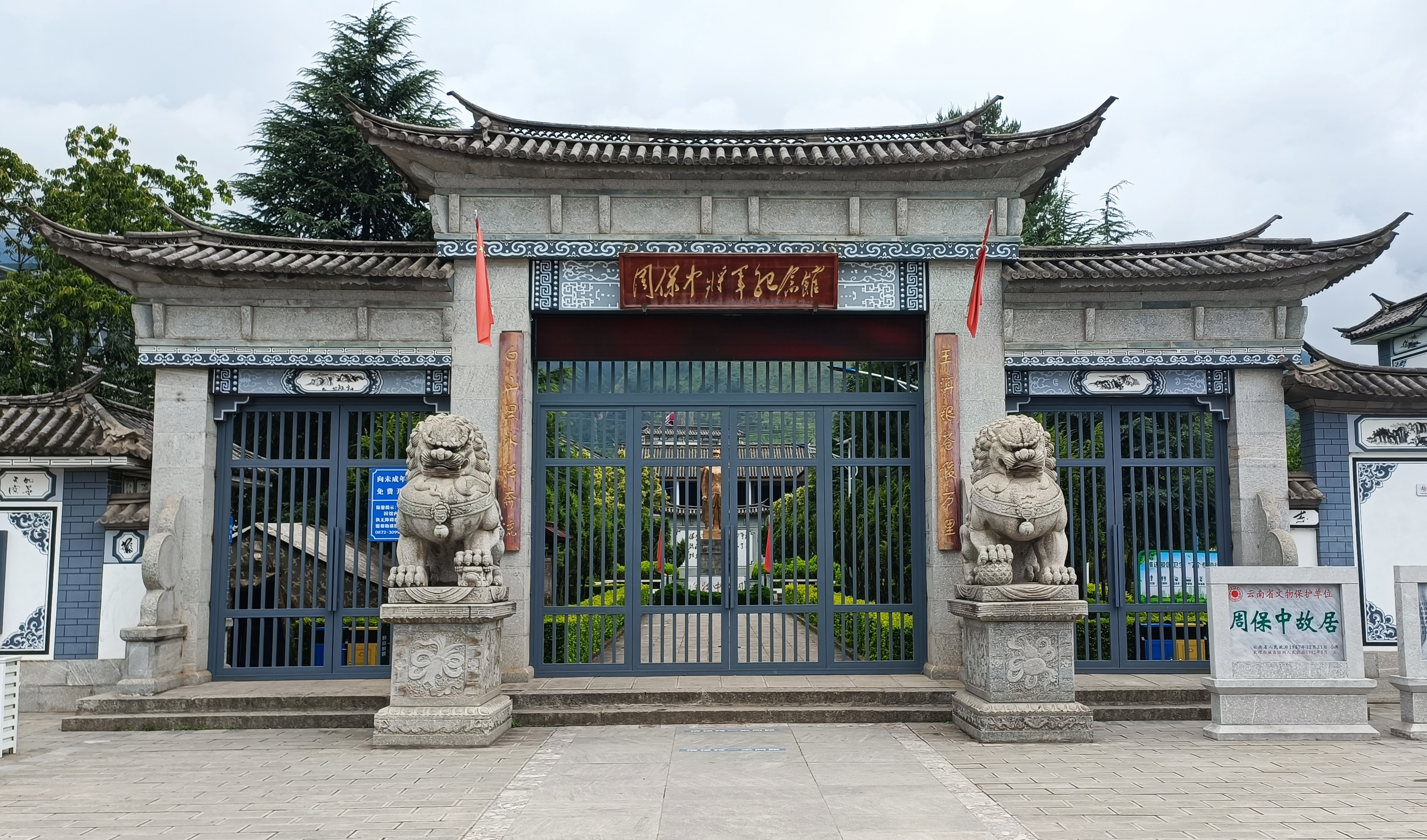
周保中将军纪念馆

周保中在大理市湾桥镇湾桥村的故居为第三批云南省文物保护单位，并建有周保中将军纪念馆，馆前为他高大挺昂的塑像。

## 家庭
- 妻子王一知。女儿周伟。